# 芒法爾山脈

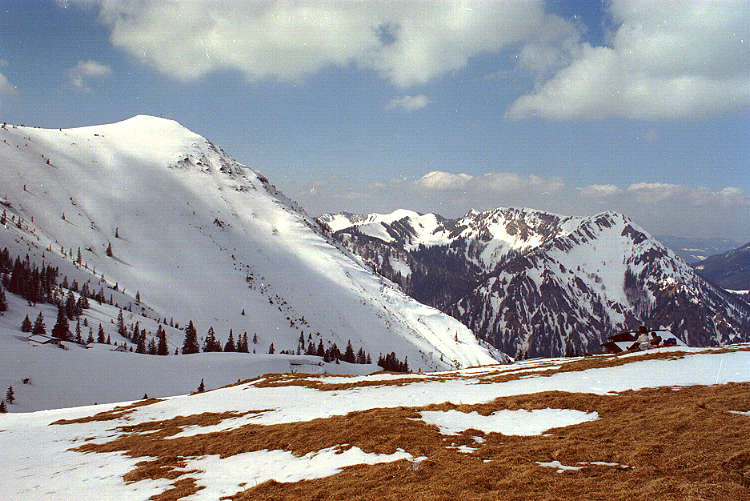

47°39′03″N 11°56′07″E / 47.65083°N 11.93528°E
芒法尔山脉（德語：Mangfallgebirge）是德國的山脈，位於該國東南部，由巴伐利亞負責管轄，屬於巴伐利亞阿爾卑斯山脈的一部分，海拔高度1,884米，每年平均降雨量1,847毫米。